# ایستگاه هاتانودای
ایستگاه هاتانودای (به ژاپنی: 旗の台駅, Hatanodai-eki) یک ایستگاه واقع در منطقه شیناگاوا در توکیو است.